# Nissan GT-R

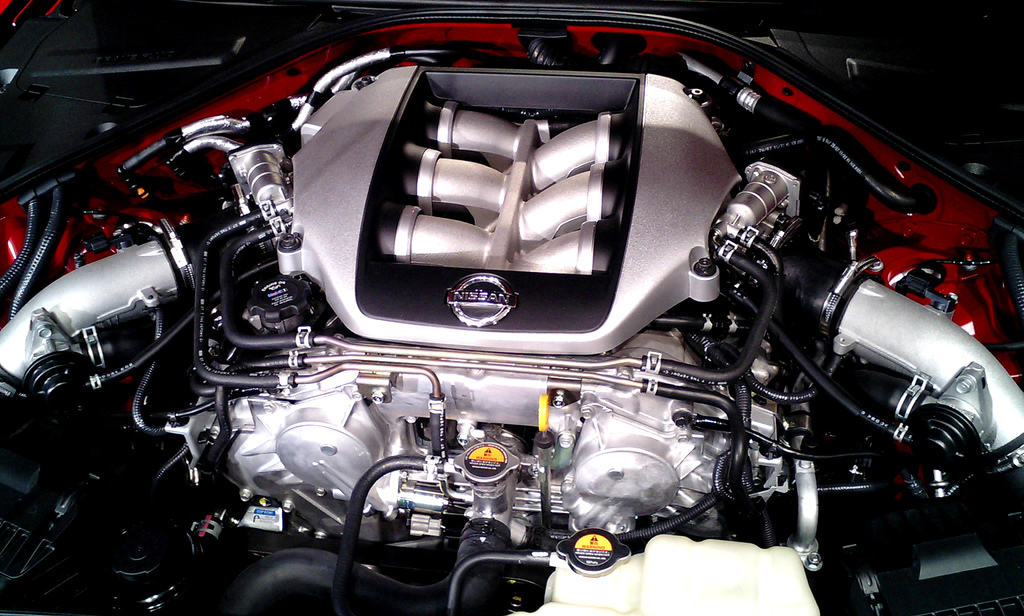
VR38DETT silnik

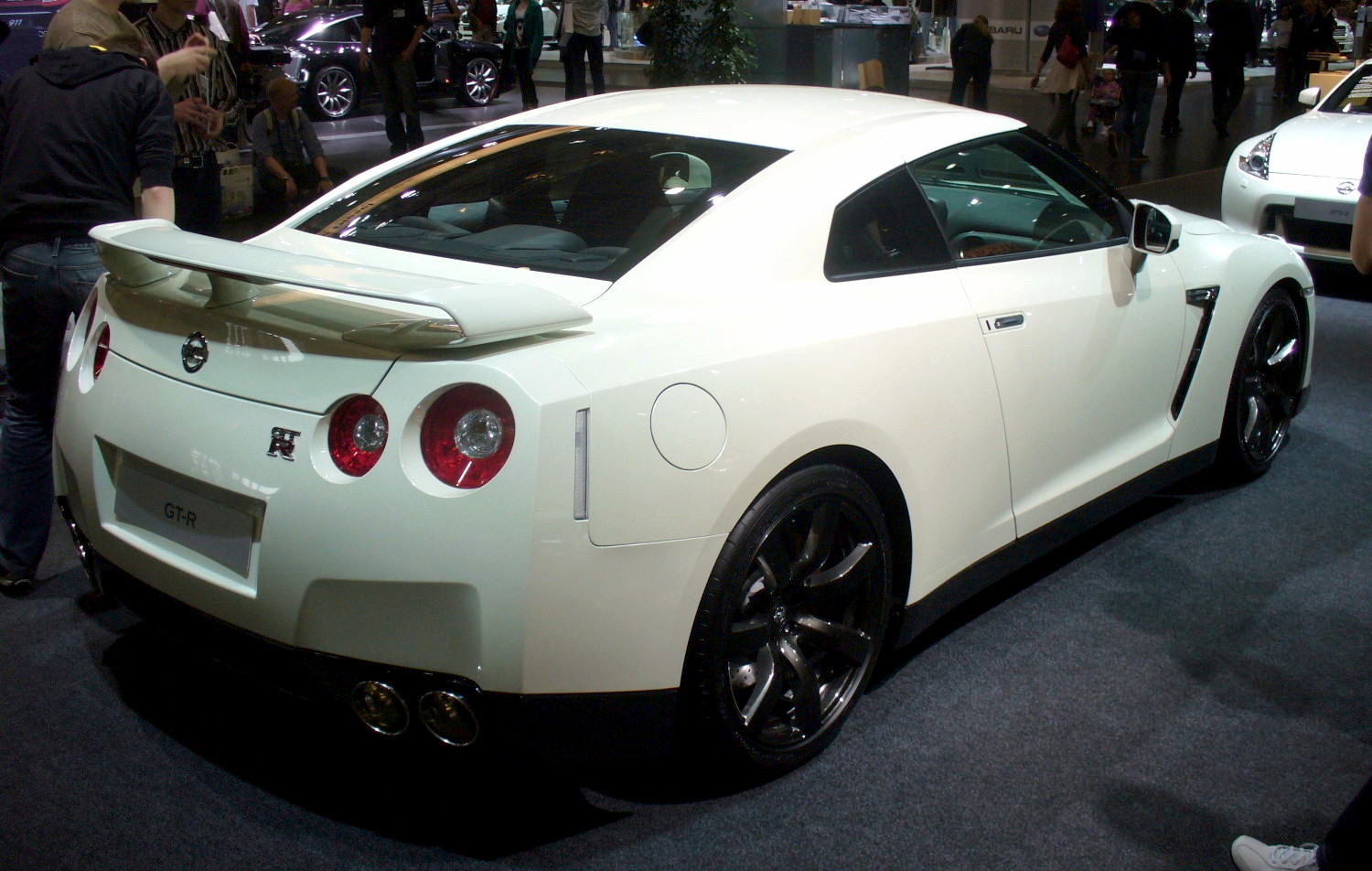
Nissan GT-R tył

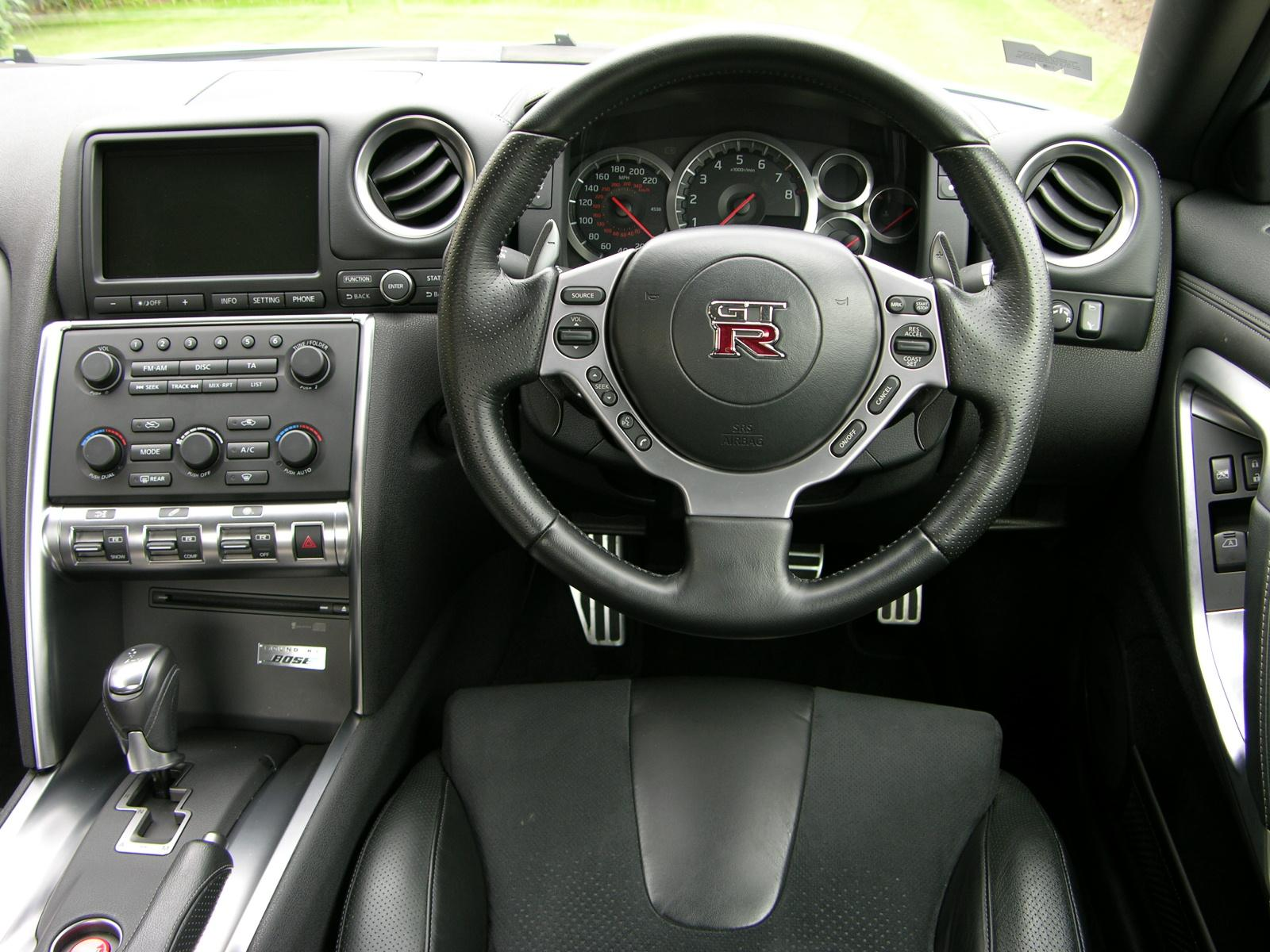
Deska rozdzielcza, wersja dla ruchu lewostronnego

Nissan GT-R – dwudrzwiowe coupé firmy Nissan, zapowiedziane 6 grudnia 2007. Do sprzedaży międzynarodowej wszedł na początku czerwca 2008. Pod koniec 2010 roku przeszedł facelifting. W 2009 roku samochód zdobył tytuł World Performance Car of the Year.
Prace nad samochodem trwały od 2001 roku. Po zakończeniu produkcji modelu Skyline R34 w 2002 roku nastała 6-letnia przerwa. W 2003 roku powstał nieco odbiegający segmentem od poprzednika model V35. Był to pierwszy Skyline, który był sprzedawany w USA jako Infiniti G35. Nissan GT-R został oficjalnie zaprezentowany w 2007 roku, a wprowadzony do sprzedaży w 2008.
W 2013 roku pojawił się Nissan GT-R Gentleman Edition, który bazuje na wariancie Black Edition i jest oferowany jedynie w szarym kolorze - Grey Squale. Na nadwoziu zamontowano plakietki z napisem "Gentleman Edition". We wnętrzu zmiany są niewielkie, zastosowano czerwoną tapicerkę skórzaną na fotelach, boczkach drzwi i desce rozdzielczej. Wewnątrz znajduje się plakietka z numerem seryjnym modelu w edycji specjalnej.
W listopadzie 2013 roku Nissan zaprezentował GT-R-a po liftingu. Samochód otrzymał nowy przód, pojawiło się również wiele modernizacji mechanicznych, w tym zawieszenia. Całkowitą nowością jest również wersja Nismo o mocy 591 KM.

## Dane techniczne modelu GT-R

### Dostępne wersje
- Nissan GT-R
- Nissan GT-R Gentleman edition
- Nissan GT-R Premium edition
- Nissan GT-R Black edition
- Nissan GT-R SpecV
- Nissan GT-R Track edition
- Nissan GT-R Egoist[4]
- Nissan GT-R Nismo
- Nissan GT-R Prestige Edition

### Silnik
- Typ silnika – VR38DETT

Stworzony specjalnie dla tego modelu silnik VR38DETT o pojemności 3.8 l w układzie V, sześciocylindrowy, który doładowany jest parą turbosprężarek IHI. Produkuje moc 570 (początkowo 485, po liftingu zwiększona do 530, następnie do 550) KM przy 6800 obr./min, a maksymalny moment obrotowy wynoszący 632 Nm dostępny jest w zakresie od 3300 do 5800 obr./min.
- Konfiguracja – V6 DOHC bi-turbo
- Średnica cylindra x skok tłoka (mm) – 95,5 x 88,4
- Pojemność – 3799 cm³
- Stopień sprężania – 9:1
- System paliwowy – NISSAN EGI (ECCS) Elektronicznie sterowany system wtrysku paliwa
- Zalecane paliwo – benzyna 100 RON (dopuszczalna benzyna 98 RON)
- Napęd – Stały inteligentny napęd 4x4 rozdzielany automatycznie na poszczególne koła i osie w proporcji 35/65

Rocznik 2008
- Maks. moc – 356 kW (485 KM) przy 6400 obr./min
- Maks. moment obrotowy – 588 Nm przy 3200-5200 obr./min
- Prędkość maksymalna: od 310 - 345 km/h

Rocznik 2010
- Maks. moc – 390 kW (530 KM) przy 6400 obr./min
- Maks. moment obrotowy – 612 Nm przy 3200-6000 obr./min

Rocznik 2011
- Maks. moc – 404 kW (550 KM) przy 6400 obr./min
- Maks. moment obrotowy – 632 Nm przy 3200-5800 obr./min
- Przyspieszenie 0-100 km/h: 2,8 s
- Prędkość maksymalna: 335 Km/h

Rocznik 2017
- Maks. moc - 419 kW (570 KM) przy 6800 obr./min
- Maks. moment obrotowy - 632 Nm przy 3300-5800 obr./min
- Przyspieszenie 0-100 km/h: 2,7 s
- Prędkość maksymalna: 315 Km/h

### Skrzynia biegów
- Typ przekładni – GR6 Dual Clutch Transmission (dwusprzęgłowa skrzynia biegów)
- Przełożenie główne – 3,7:1
- Napęd – 4WD

Dzięki zastosowanym dwóm sprzęgłom, jednym dla biegów parzystych (2,4,6), drugim dla nieparzystych (1,3,5) przekładnia charakteryzuje się wyjątkowo krótkim czasem zmiany przełożenia.